# Richmond-palota

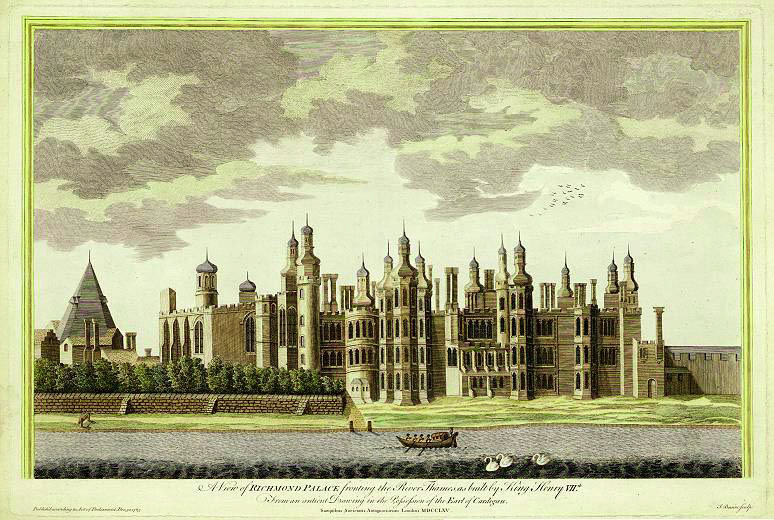
Kilátás a Richmond-palotára 1765-ben

A Richmond palota királyi lakhely volt 1327-től 1649-ig Richmondban, amely akkor egy falu volt Surrey-ben, most pedig London egyik külvárosa.

## Középkorban

### A Normandiai-ház
I. Henrik angol király rövid ideig a királyi házban, Sheanes-ben (és Shene vagy Sheen) élt.

### 1299-től 1495-ig
1299-ben I. Eduárd az egész királyi udvart áttette Sheen-be, a hűbéri birtokra, ami a hídtól egy kicsit keletre, egészen közel a folyóhoz feküdt. Így lett királyi palota.

1305-ben lefejezték William Wallace-t Londonban. Ezután skót megbízottak érkeztek Sheen-be, akik letérdeltek Eduárd előtt.

 Amikor a gyermekkirály III. Eduárd 1327-ben trónra került, a majorságot anyjának, Izabellának adta.

 Majdnem 50 évvel később, felesége, Philippa halála után Eduárd több, mint 2000 fontot költött javításokra. Eduárd a munkálatatok közepén, 1377-ben meghalt.

## Építészet, dekoráció
Az összes beszámoló, amely megmaradt, leírja, hogy az ősi palota bútorzata és díszítései pompásak voltak, a káprázatos faliszőnyegeken királyok és hősök tettei megörökítve, amik jelezték maguknak teljes hódításaikat Franciaországon keresztül, az országuk képei helyett.

### 1649-es tervrajz
A tervrajz, amelyet 1649-ben csináltak, lehetőséget nyújt a palota aprólékos leírására. 

A nagy csarnok 30 méter hosszú volt, és 12 méter széles.
A herceg lakosztályát úgy írták le, mint "terméskő épület, három emelet magas, tizennégy lövegtoronnyal, amiket befedtek ólommal", "nagyon elegáns a díszítés az egész házban, és körös-körül gyönyörű a kilátás a megyére." 

Körülötte egy tornyot említenek, a "Canted Tower"-t, melynek ezerhuszonnégy lépcsőfoka van. 

A kápolna 29 méter hosszú volt és 12 méter széles padokkal együtt.
A herceg kertjével egy nyílt galéria volt szomszédos, amely 60 méter hosszú volt.Itt volt a királyi könyvtár.
Három cső látta el a palotát vízzel.

## Fordítás
- Ez a szócikk részben vagy egészben  a   Richmond_Palace című angol Wikipédia-szócikk fordításán alapul.  Az eredeti cikk szerkesztőit annak laptörténete sorolja fel. Ez a jelzés csupán a megfogalmazás eredetét és a szerzői jogokat jelzi, nem szolgál a cikkben szereplő információk forrásmegjelöléseként.